# 働け!吉田くん
『働け!吉田くん』（はたらけ!よしだくん）は、2010年に蛙男商会が制作したアニメーション作品。

## 概要
『菅井君と家族石』『秘密結社鷹の爪』でおなじみのキャラクター「吉田くん」が広告代理店に入社し、担当する案件に関する解説を独特の切り口で行う。

## ストーリー
大手広告代理店「山の上広告社」の社長の乱心により行われた「くじ引き入社」第一号社員として、山の上広告社に入社した島根の吉田くんがとし江の下に配属される。

## 登場人物
吉田くん声 - FROGMAN
『菅井君と家族石』『吉田の就職繁盛記!!』『秘密結社鷹の爪』からの使い回しキャラクター。島根から上京したものの夢破れ、公園で寝ていたところを山の上広告社に拾われる。
柊とし江声 - 相沢舞
自社の業務内容すら理解していないという知識ゼロの状態で入社した吉田くんの教育係となった先輩社員。女性。
三島声 - 辺見えみり
とし江の隣のチームの女性社員。「中部電力」のみ出演。
パスカル主任声 - FROGMAN
『電脳戦士 土管くん』『古墳GALのコフィー』からの使い回しキャラクター。山の上広告社の社員で主任だが、相変わらず着彩が雑で、はみ出しや塗り残しが多い。スタイリッシュで知的な主任と自称しているが、吉田くんの吹き矢のターゲットにされて悲惨な目にあう事が多い。『土管くん』のパスカル先生の声はかん高い声が特徴だったが、今作では蛙男商会の別作品「京浜家族」のト津川聡とほぼ同じ声になっている。また、「地理に詳しい」という設定がなくなったためか地理ネタを使わなくなり、代わりに吉田くんに対するツッコミが主な役割となっている。
木村声 - FROGMAN
パスカル主任の隣のチームの男性社員。
山田課長声 - FROGMAN
『吉田の就職繁盛記!!』『秘密結社鷹の爪』からの使い回しキャラクター。山の上広告社の課長。吉田くんの被害に遭っているパスカルの様子を遊んでいると誤解し、どこかへ左遷しようとする。

## 吉田くんが担当した案件
- 中部電力
- NIVEA FOR MEN
- NEC 3D対応パソコン
- NECカシオモバイル MEDIAS WP N-06C